# Port Carlisle
Port Carlisle – wieś w Anglii, w Kumbrii. Leży 17 km na zachód od miasta Carlisle i 432 km na północny zachód od Londynu.